# Curacó (departamento)
Curacó é um departamento da Argentina, localizada na província de La Pampa.